# J-2

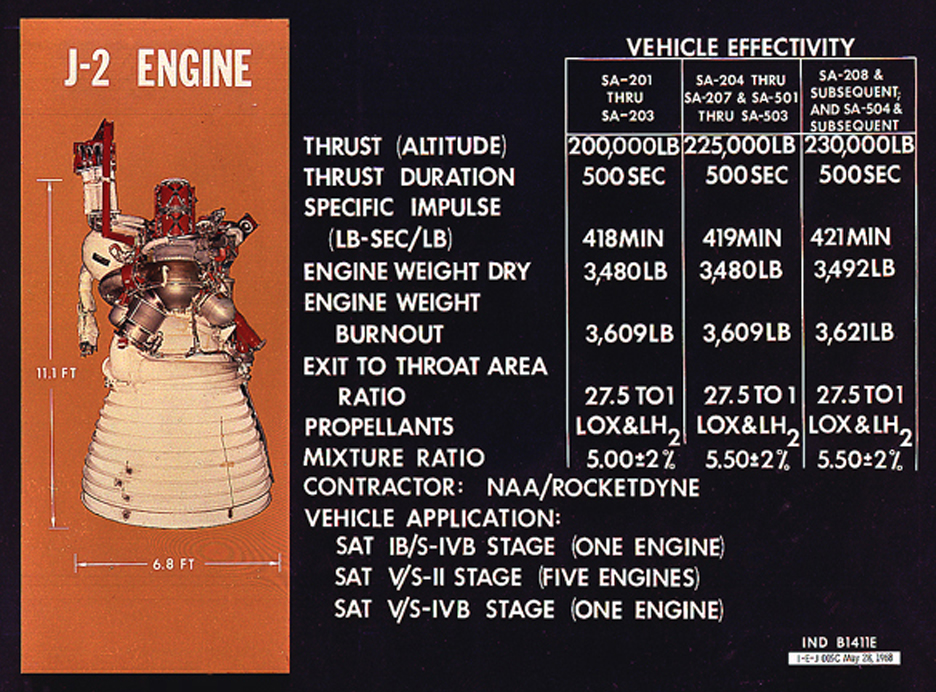
Esquema do motor J-2.

O J-2 foi um motor de foguete fabricado pela Rocketdyne, foi um dos maiores já construídos, e era abastecido por hidrogénio líquido. Existe a intenção de reativar o seu uso para voos interplanetários, mais precisamente em apoio aos programas da NASA para regresso à lua.
O J-2 foi um dos componentes principais do foguete Saturno V. Cinco motores J-2 foram utilizadas no S-II, a segunda fase do Saturno. Um motor J-2 foi usado na S-IVB, a terceira fase do Saturno V, e a segunda fase do Saturno IB.
Uma característica única do motor J-2 (na época) foi a sua capacidade de reinício após um desligamento. O J-2 no S-IVB destinava-se a queimar duas vezes: a primeira queima, com duração de cerca de dois minutos, colocava a espaçonave Apollo em órbita terrestre. Depois disso, a segunda queima colocava a espaçonave em rota de injeção translunar.

## J-2S
Um programa experimental para melhorar o desempenho da J-2 foi iniciado em 1964 com a denominação de J-2X (que não deve ser confundido com uma variante posterior com o mesmo nome). A principal mudança para o desenho original J-2 foi a mudar o sistema de alimentação e injeção do combustível, melhorando o desempenho geral e também reduzindo a dificuldade de partida do motor.

## J-2X

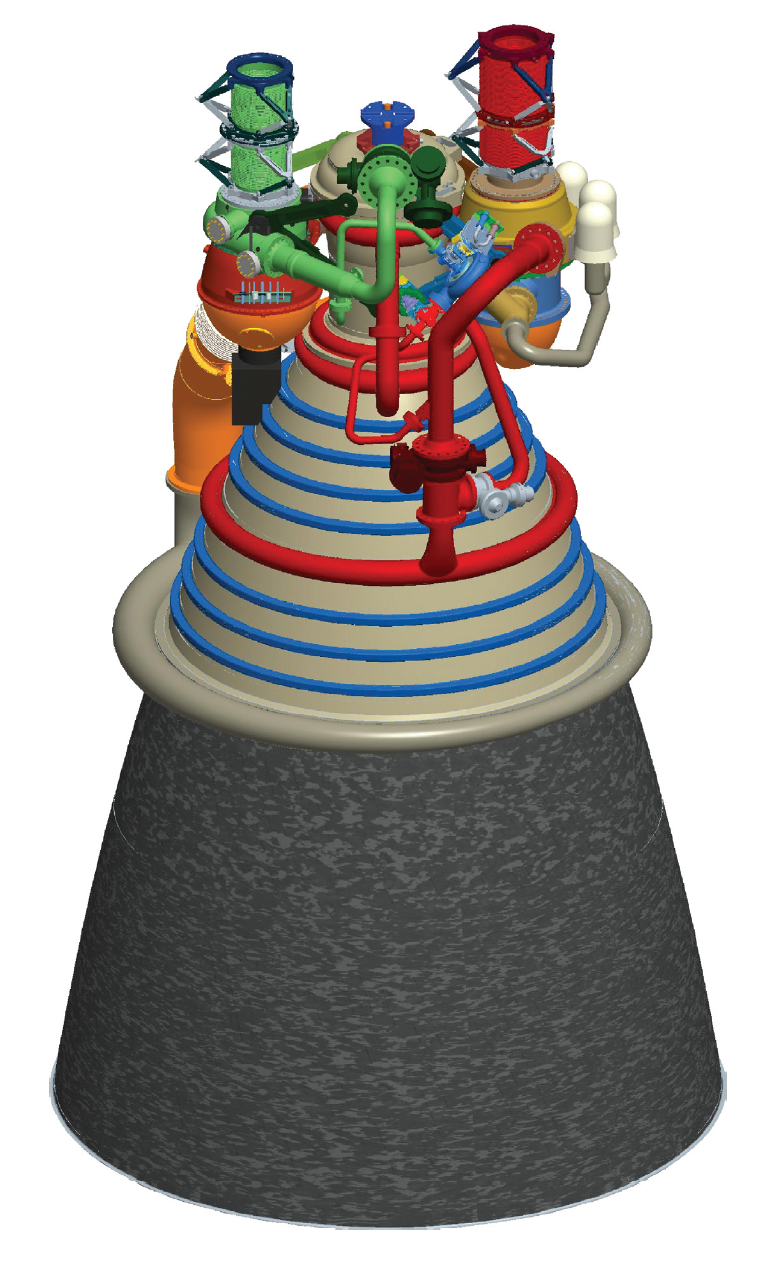
Concepção do motor J-2X.

O J-2X nova variante, foi concebido para apoiar o Programa Constellation.

## Especificações
J-2
- Empuxo (altitude): 890 kN
- Tempo de queima: 500 s
- Impulso específico: 418 s (4099 m/s)
- Propulsores: LOX & LH2
- Contratante: ANA / Rocketdyne
- Aplicação no Veículo: Saturno IB e Saturno V / S-IVB fase superior - 1 motor
- Aplicação no Veículo: Saturno V fase II - 5 motores

J-2S
- Empuxo: 1.179 kN
- Impulso específico: 436 s (4276 m / s)
- Propulsores: LOX & LH2
- Contratante: Rockwell International / Rocketdyne